# Rio Cross
O rio Cross (em inglês Cross River) é o principal rio do sudeste da Nigéria e dos Camarões. Nasce neste último país. Empresta o nome ao estado Cross River, na Nigéria.